# Phil Vetter
Phil Vetter (* 17. Januar 1971 in Dachau als Philip Vetter) ist ein deutscher  Porträtfotograf und Singer-Songwriter.

## Leben
Vetter erlernte im Alter von acht Jahren das Trompetenspiel und begann seine Karriere in einer bayerischen Blaskapelle.
1990 gründete er die Acoustic-Folk-Punk-Band Garden Gang und war später Mitglied der Münchener Bands Sitter und Erdling. Mit der Alternative-Rock-Band Big Jim veröffentlichte er zwei Alben und hatte Auftritte bei den Festivals Rock im Park und Rock am Ring. 2006 löste sich die Band auf.
Seine Karriere als Solokünstler hatte er schon 2005 mit Konzerten in Deutschland begonnen. 2006 erschien sein akustischer Debüt-Longplayer Say Goodbye to the Moment bei Redwinetunes. Seitdem sind zahlreiche Alben aus seiner Feder bei unterschiedlichen Labels erschienen. Zuletzt veröffentlichte Phil Vetter die EP Phil Vetter singt Jazz Vol.1, zum Download und Streaming. Die fünf Songs darauf sind Jazz-Standards, die Phil Vetter in neuen Versionen ins Deutsche übersetzt hat. Eingespielt wurden alle Stücke in München.

## Vetter als Fotograf
Nebenbei baute sich Phil Vetter auch eine Karriere als Porträtfotograf auf. Schon die Eltern von Vetters Mutter hatten sich auf die Porträtfotografie spezialisiert. Nach seinem Schulabschluss wollte Vetter eine Fotografenlehre beginnen, allerdings reichte der qualifizierte Hauptschulabschluss nicht, um genommen zu werden. In Berlin kam Vetter dann über die Streetfotografie und den Menschen, denen er dabei begegnete, zum Porträt. Eine Besonderheit ist, dass viele „Bildnisse wie mit Öl gemalt“ wirken. Auch werden die Menschen nicht – wie oft üblich – lächelnd dargestellt, da das Grinsen alles überdecke, man sähe da nicht mehr den Menschen. Was uns einzigartig mache, wären Falten, Tränensäcke oder Segelohren. Auch die zu kaschieren, lehnt er ab. Seit Anfang 2022 konzentriert sich Phil Vetter hauptsächlich auf die Fotografie. 
Phil Vetter lebt in Berlin.

## Diskografie

### Alben
- 2006: Say Goodbye to the Moment (Redwinetunes / Rough Trade)
- 2008: Sad Man Walking (Skycap Records / Rough Trade)
- 2009: October (Live)
- 2009: I Pretend My Room’s a Sailing Boat (Haus Boot Entertainment / Phonector)
- 2011: Karate (Redwinetunes / Rough Trade)
- 2013: 42 (Soulfire Artists / Rough Trade)
- 2015: 20 Favourites auf Doppel-Vinyl (Hausboot Entertainment)
- 2016: Das Blaue vom Himmel (Hausboot Entertainment)
- 2017: Backyard Variations auf Vinyl (Hausboot Entertainment)
- 2019: Bootsvariationen (Hausboot Entertainment) (Digital)

### EPs
- 2010: Phil Vetter feat. Flo Riedl - Live in June (Live)
- 2022: Phil Vetter singt Jazz Vol. 1

### Singles
- 2007: Bleeding Soul (Digital)
- 2009: We’ll Be Together Again (Digital)
- 2011: Nr. 5 lebt (Digital)
- 2011: Geschafft (Digital)
- 2013: Hundert Pro (Digital)
- 2020: Schöne Grüße aus dem Prekariat (Digital)